# كارل ويلهلم لودفيغ بروخ
كارل ويلهلم لودفيغ بروخ (بالألمانية: Carl Bruch)‏ هو طبيب ألماني، ولد في 1 مايو 1819 في ماينتس في ألمانيا، وتوفي في 4 يناير 1884 في هسن في ألمانيا.